# Applied Physics Letters
Applied Physics Letters (Kurzbezeichnung nach ISO 4: Appl. Phys. Lett., häufig auch APL) ist eine in den USA erscheinende wissenschaftliche Fachzeitschrift mit Peer-Review.
Die Zeitschrift erscheint wöchentlich. Sie veröffentlicht Artikel über Experimente und theoretische Arbeiten aus dem Bereich der Angewandten Physik.
Sie wird seit ihrer Gründung im Jahr 1962 herausgegeben vom American Institute of Physics. Der derzeitige wissenschaftliche Herausgeber ist Reuben T. Collins von der Colorado School of Mines (USA).
Mit einem Impact Factor für 2015 von 3,142 nahm APL in den Journal Citation Reports die 28. Stelle unter 145 Zeitschriften im Themenbereich Angewandte Physik ein.